# افسون من
افسون من (به ایتالیایی: Carmine Meo) اولین آلبوم استودیویی اما شاپلن خوانندهٔ سوپرانوی اهل فرانسه است.
این آلبوم که باعث شهرت شاپلن شد، بیش از دو میلیون نسخه فروش داشت و چند گواهی پلاتینیوم دریافت کرد.
متن ترانه‌های آلبوم به زبان ایتالیایی قرون وسطایی نوشته شده‌اند. در واقع اصل اشعار را شاپلن به زبان فرانسوی سروده و پس از آن توسط افراد متخصص به ایتالیایی باستانی ترجمه شده‌اند.

## فهرست قطعه‌های آلبوم
| شماره      | نام                                                  | مدت   |
| ---------- | ---------------------------------------------------- | ----- |
| ۱.         | «از پرتگاه تا ساحل…» (De l'Abîme au Rivage...)       | ۰۱:۰۹ |
| ۲.         | «ستاره‌ها غم‌افزا هستند» (Spente le Stelle)            | ۰۴:۲۷ |
| ۳.         | «می‌دانی، ماریا…» (Vedi, Maria...)                    | ۰۵:۰۴ |
| ۴.         | «افسون من» (Carmine Meo)                             | ۰۴:۱۷ |
| ۵.         | «قلب بدون خون» (Cuor Senza Sangue)                   | ۰۴:۰۳ |
| ۶.         | «افسانهٔ کوتاه» (Favola Breve)                        | ۰۴:۳۱ |
| ۷.         | «بیش از این ادامه نخواهم داد…» (Reprendo Mai Più...) | ۰۳:۴۴ |
| ۸.         | «سایه‌ای در آسمان» (Une Ombre dans le Ciel)           | ۰۰:۵۸ |
| ۹.         | «لوسیفر، آن روز…» (Lucifero, Quel Giorno...)         | ۰۳:۳۲ |
| ۱۰.        | «خشم خدا» (Ira di Dio)                               | ۰۴:۳۶ |
| ۱۱.        | «رحم کن، ونوس…» (Miserere, Venere...)                | ۰۳:۵۴ |
| ۱۲.        | «مرز رؤیا…» (À la Frontière du Rêve...)              | ۰۱:۱۷ |
| مجموع مدت: | مجموع مدت:                                           | ۴۱:۳۲ |

## نظر منتقدان
| بررسی انتقادی  | بررسی انتقادی |
| منبع           | رتبه‌بندی      |
| -------------- | ------------- |
| آل‌میوزیک       | [ ۳ ]         |
| اسپاتنیک‌میوزیک | [ ۴ ]         |

کرت کیفنِر از آل‌میوزیک تبدیل موسیقی کلاسیک به پاپ در افسون من را موفق ارزیابی کرده‌است. او با برشمردن مواردی مثل ضعف اشعار و این‌که صدای شاپلن در حد یک خوانندهٔ شش‌دانگ اُپرا نیست، معتقد است اکثر قطعه‌های آلبوم با وجود اینکه آریاهای باشکوه و رمانتیک را به‌یاد می‌آورند، اوریجینال هستند. کیفنِر از «ستاره‌ها غم‌افزا هستند» به‌عنوان یکی از قطعه‌های شاخص آلبوم افسون من یاد کرده‌است.